# Pinetown
Pinetown ist eine Stadt in der südafrikanischen Provinz KwaZulu-Natal, die zur Metropolgemeinde eThekwini gehört. Sie liegt 16 km westlich von Durban auf einer Höhe zwischen 305 und 395 Metern über dem Meeresspiegel. 2011 hatte sie 144.026 Einwohner.

## Geschichte
Die Stadt entstand 1850 um das Wayside Hotel; das Hotel selbst war ein Jahr vorher an der Verbindungsstraße von Durban nach Pietermaritzburg gebaut worden. Die Stadt wurde nach dem Gouverneur der damaligen Kolonie Natal, Sir Benjamin Pine, benannt. Die Briten bauten im Zweiten Burenkrieg nahe Pinetown ein Konzentrationslager, in dem Burenfrauen und -kinder interniert wurden.
Pinetown ist seit 2000 Teil der Metropolgemeinde eThekwini. Er liegt im Wahlkreis 18. Das Gebiet von Cowies Hill im Osten entlang der Old Main Road/M 1 bis Westmead im Westen wird im Allgemeinen als Pinetown bezeichnet, obwohl das Stadtgebiet streng genommen von Caversham Glen bis Manors reicht. Bauten der ursprünglichen Stadt findet man heute noch an der Kreuzung von Old Main Road und Stapelton Road.
Der Pinetown Cricket Club wurde 1873 gegründet. Man nimmt an, dass er der älteste Cricket-Club in KwaZulu-Natal ist und einer der ältesten in Südafrika. Der Club war ursprünglich auf dem Gelände des heutigen Civic Centres beheimatet und befindet sich heute im Lahee Park. Unter dem Vorsitzenden des Clubs und gleichzeitigen Bürgermeister von Pinetown Vernon Hall wurden zwischen 1974 und 1979 zehn Cricketbegegnungen der höchsten Klasse auf dem Clubgelände ausgetragen.
Im Süden des Gemeindegebietes liegt das ehemalige und 1882 auf dem Gebiet der vormaligen Farm Zeekoegat gegründete Trappistenkloster der Mariannhiller Missionare.
Es gibt mehrere Schulen in der Stadt: Pinetown Boys’ High School, Pinetown Girls’ High School, Benjamin Pine Primary School, Sarnia Primary School, Highway Christian Academy, John Wesley School, Pinetown Junior & Senior Primary School, Browns School, St Benedict College, Lyndhurst Primary und New Germany Primary and Ashley Primary School. Die Gelofte School ist die einzige ausschließlich afrikaanssprachige Schule in der Stadt.
Die „Hüttenbewohnerbewegung“  Abahlali baseMjondolo ist in Pinetown sehr stark und besonders in den Siedlungen von  Motala Heights, Motala Farm, Mpola und New eMaus aktiv.
Pinetown ist als Autostadt bekannt, weil man hier viele Autohändler an der Old Main Road findet. Die Stadt besitzt mehrere Einkaufszentren und Baumärkte. Es gibt ein staatliches Krankenhaus (St. Mary’s) in Mariannhill, ein privates Krankenhaus (Crompton) und ein privates Ärztezentrum.

## Persönlichkeiten
- Garth Owen-Smith (1944–2020), namibischer Naturschützer
- Darian Townsend (* 1984), Schwimmer